# Ahotta hispaniolica
Genre
Espèce
Ahotta hispaniolica, unique représentant du genre Ahotta, est une espèce d'opilions laniatores de la famille des Agoristenidae.

## Distribution
Cette espèce est endémique d'Haïti. Elle se rencontre dans le massif de la Hotte.

## Description
Le mâle holotype mesure 3,8 mm.

## Étymologie
Son nom d'espèce lui a été donné en référence au lieu de sa découverte, Hispaniola.

## Publication originale
- Šilhavý, 1973 : « Two new systematic groups of gonyleptomorphid phalangids from the Antillean- Caribbean Region, Agoristenidae Fam. N., and Caribbiantinae Subfam. N. (Arachn.: Opilionidea). » Věstník československé Společnosti zoologické, vol. 37, p. 110–143.